# Вик Сейшас
Елиас Виктор Сейшас младши (на английски: Elias Victor Seixas Jr.) (/ˈseɪʃəs/ SAY-shəs;) е американски тенисист. 

## Биография
Елиас Виктор Сейшас младши е роден на 30 август 1923 г. в Филаделфия, Пенсилвания. Майка му Анна Виктория (по баща Муун) е от ирландски произход, а баща му Елиас Виктор Сейшас е роден в Доминиканската република, и е от холандско-еврейски произход. Съобщава се, че Вик Сейшас е евреин от редица източници, но е възпитан като презвитерианец. Вик Сейшас посещава и завършва училището „Уилям Пен Чартър Скул“, където е тенис звезда.
Вик Сейшас служи като пилот във въздушния корпус на армията на Съединените щати по време на Втората световна война в продължение на три години, което прекъсва кариерата му в тениса.

## Кариера
Вик Сейшас е класиран в челната десетка в САЩ 13 пъти от 1942 до 1956 г. През 1951 г. е класиран на 4 място като аматьор в света. През 1953 г. е класиран под номер 3 в света от Ланс Тингей. През 1954 г. е класиран като аматьор номер едно от Хари Хопман.
Вик Сейшас печели 15 титли от Големия шлем. Той спечели Уимбълдън и Откритото първенство на САЩ на сингъл. Печели Откритото първенство на Австралия, Откритото първенство на Франция (два пъти) и Откритото първенство на САЩ (два пъти) на двойки, и на смесени двойки печели Откритото първенство на Франция, Уимбълдън (четири пъти) и Откритото първенство на САЩ (три пъти).
Вик Сейшас печели десетки титли на сингъл, двойки и смесени двойки. Той участва в първенството на САЩ за мъже сингъл, рекордните 28 пъти от 1940 до 1969 г.
Вик Сейшас и Тони Трабърт печелят Купа Дейвис през 1954 г. срещу Австралия. Сейшас е на пето място по най-много мачове за Купа Дейвис на сингъл (24), след Бил Бил Тилдън (25) и Артър Аш (27). Той е три пъти капитан на отбора на САЩ за Купа Дейвис. Има рекорд победи-загуби 38-17 за Купа Дейвис.
Вик Сейшас е въведен в Международната тенис зала на славата, Спортната зала на славата на Филаделфия и Южната конферентна зала на славата.

## Кариерна статистика

#### Титлили на сингъл на турнири отГолям шлем(2)
| година | турнир    | съперник     | резултат                   |
| ------ | --------- | ------------ | -------------------------- |
| 1953   | Уимбълдън | Курт Нилсен  | 9 – 7, 6 – 3, 6 – 4        |
| 1954   | ОП САЩ    | Рекс Хартуиг | 3 – 6, 6 – 2, 6 – 4, 6 – 4 |

#### Финали на сингъл на турнири отГолям шлем(3)
| година | турнир      | съперник      | резултат                   |
| ------ | ----------- | ------------- | -------------------------- |
| 1951   | ОП САЩ      | Франк Седжман | 4 – 6, 1 – 6, 1 – 6        |
| 1953   | Ролан Гарос | Кен Розуол    | 3 – 6, 4 – 6, 6 – 1, 2 – 6 |
| 1953   | ОП САЩ      | Тони Трабърт  | 3 – 6, 2 – 6, 3 – 6        |

#### Титли на двойки отГолям шлем(5)
| година | турнир       | партньор     | съперник                           | резултат                            |
| ------ | ------------ | ------------ | ---------------------------------- | ----------------------------------- |
| 1952   | ОП САЩ       | Мервин Роуз  | Кен Макгрегър Франк Седжман        | 3 – 6, 10 – 8, 10 – 8, 6 – 8, 8 – 6 |
| 1954   | Ролан Гарос  | Тони Трабърт | Лю Хоуд Кен Розуол                 | 6 – 4, 6 – 2, 6 – 1                 |
| 1954   | ОП САЩ       | Тони Трабърт | Лю Хоуд Кен Розуол                 | 3 – 6, 6 – 4, 8 – 6, 6 – 3          |
| 1955   | ОП Австралия | Тони Трабърт | Лю Хоуд Кен Розуол                 | 6 – 3, 6 – 2, 2 – 6, 3 – 6, 6 – 1   |
| 1955   | Ролан Гарос  | Тони Трабърт | Никола Пиетранджели Орландо Сирола | 6 – 1, 4 – 6, 6 – 2, 6 – 4          |

#### Финали на двойки отГолям шлем(3)
| година | турнир    | партньор           | съперник                    | резултат                   |
| ------ | --------- | ------------------ | --------------------------- | -------------------------- |
| 1952   | Уимбълдън | Ерик Стърджис      | Кен Макгрегър Франк Седжман | 3 – 6, 5 – 7, 4 – 6        |
| 1954   | Уимбълдън | Тони Трабърт       | Рекс Хартвиг Мервин Роуз    | 4 – 6, 4 – 6, 6 – 3, 4 – 6 |
| 1956   | ОП САЩ    | Хамилтън Ричардсън | Лю Хоуд Кен Розуол          | 2 – 6, 2 – 6, 6 – 3, 4 – 6 |